# Pannonfíling Mozgóképes Találkozó
A Pannonfíling Mozgóképes Találkozó egy rövidfilmes szemle és verseny, ahol hazai és határon túli amatőr és független filmesek mutathatják be alkotásaikat. Az esemény minden évben Veszprémben kerül megrendezésre.
A fesztivált a Szellemi Regenerációs Társulás (SZERET egyesület) szervezi, a főbb feladatokat: Németh Csaba és Dósay Norbert látja el.
Az elmúlt tíz évben több száz kisfilmet láthatott itt a közönség, számtalan műfajban és stílusban. Animáció, filmetűd, road- és kocsmamovie, háborús dráma, sci-fi, szerelmi történet, thriller, videóklip, dokumentumfilm – ez mind, és még számos rövidfilm szerepelt már a Pannonfílingen, ami talán azt mutatja, hogy egy jó történetet nem csak sok millió dolláros robbanásokkal, autósüldözéssel és szilikon domborulatokkal lehet elmesélni. A rendezvény erőssége, hogy a mozivásznon látottakat barátságos környezetben vitathatják meg a nézők a filmesekkel és a szakmai zsűrivel. Így az alkotók közvetlen visszacsatolást kapnak munkájukról, és a nézők is bepillanthatnak a filmkészítés kulisszái mögé.
Az elmúlt években itt debütált alkotók közül nem egy ma már megbecsült tagja a hazai mozgóképes szakmának, és az itt bemutatott filmjeik más fesztiválokon is sikerrel szerepeltek.
Néhány alkotó a Pannonfíling elmúlt tíz évéből, a teljesség igénye nélkül: Kapronczai Erika, Bicskei Zoltán, Iván Attila, Bernáth Szilárd, Balogh János, Merza Gábor, Spáh Dávid, Orbán Koppány és Zalán, Babai István és Kövi Gergő, Hegedűs 2 László, László Gábor, a Systron Digital Pictures, a La Habana Műhely, Cseh Róbert.
Kerecsendy Vilmos, Down-szindrómás alkotó 2009-ben megnyerte az angliai rendezésű nemzetközi OSKA Bright Film Festival dokumentumfilm kategória fődíját, a 35 km című filmjével. Ugyanezen film a Pannonfíling Mozgóképes Találkozón 2008-ban közönség kedvenc volt, és Vilmos azóta többször is visszatért alkotótársaival rendezvényeinkre.
A legelső Pannonfílingen a zsűri tagjai Felhősi István (festőművész), Fenyvesi Ottó (költő, író, képzőművész) és Sára Sándor (operatőr, filmrendező) voltak. Azóta is rengeteg neves szakember fordult meg nálunk, például M. Tóth Géza (animációs rendező, producer), Áfrány Gábor (médiaművész), Szajki Péter (forgatókönyvíró, rendező), Trócsányi Gergely (zenész), Vadócz Péter (filmes), Buvári Tamás (rendező, forgatókönyvíró), Réz András (filmesztéta), Buvári Tamás (rendező, forgatókönyvíró), Farkas Franciska (színésznő)..

## Eddigi fesztiválok

### 2005
2005-ben, a legelső Pannonfíling Mozgóképes Találkozón a fődíjat Kapronczai Erika és Pamuki Krisztián filmje, az Eltérés nyerte. A második Pölcz Boglárka és Róbert Tanvilla – oktatási realiti című kisfilmje, a harmadik Kucsanda Edit Reprodukció című munkája, a közönségdíjas pedig Kiss Viktor Space Projectje lett. A zsűri tagjai Felhősi István, Fenyvesi Ottó és Sára Sándor voltak.

### 2006
2006-ban a 29 beérkezett pályaműből 19 került be a versenyprogramba. A mozgóképes találkozó nyertes alkotása végül Bicskei Zoltán és Iván Attila Alföldi opus című filmje lett. A közönségdíjat (és egyben a szakmai zsűri második helyezését) Riskó Lili magyar ENTRÓPIA 2006 című műve érdemelte ki.

### 2007
2007-ben kétnapos találkozót tartottak, így mind a 22 beérkezett pályaművet be tudták mutatni.  A fődíjat Balogh János és Csóka Miklós Aranypart című alkotása nyerte, míg File Csilla és Barta Árpád Csobbanás című animációs filmje kapta a közönségdíjat (és szinte már hagyományszerűen a zsűri második helyezését).

### 2008
2008-ban ismét egy napos programot szerveztek. Ebben az évben Bernáth Szilárd Bújócska című alkotása kapta a szakmai zsűri fődíját, a közönség pedig Kerecsendy Vilmos 35 km című filmjét szerette a legjobban.

### 2009
2009-ben a zsűrit Csillag Márton, Bernáth Szilárd és Trócsányi Gergely alkotta. A fődíjat Merza Gábor és Perczel Kristóf I. M. Kulcsos Borharapó című filmje nyerte. A Közönség-díj pedig Spáh Dávid: Fordítva és Orbán Zalán, Orbán Koppány: Egy honvéd feljegyzései filmekhez került.

### 2010
2010-ben a zsűrit Szajki Péter, forgatókönyvíró, rendező, Áfrány Gábor, médiaművész és Merza Ábel, operatőr, fotós alkotta. Az első helyezett: A végső kérdés, Orbán Koppány és Orbán Zalán filmje, a második helyezett a Konstans, Kövi Gergő és Babai István filmje lett. A zsűri a harmadik helyezést két filmnek ítélte, ezek: Neonfényes Budapest – László Gábor, valamint Excavator – Systron Digital Pictures, Delta Triangle Pictures. A közönségdíj is két filmhez került, melyek: A végső kérdés – Orbán Koppány, Orbán Zalán, és Neonfényes Budapest – László Gábor.

### 2011
2011-ben a zsűriben ismét Szajki Péter rendezőt, forgatókönyvírót, Áfrány Gábor médiaművészt, és az előző évi második helyezett Konstans című film alkotóit, Kövi Gergőt és Babai Istvánt köszönthettük. Moderátori szerepben pedig megtisztelt bennünket jelenlétével Szőke András is. Az első díjat Hegedűs 2 László Rögtön jövök, a második díjat a La Habana Műhely Anyám könnyű álmot ígér, a harmadik díjat pedig Bátyai Nóra és Harangozó Vince Törődés című filmje kapta. A közönségdíjas egy veszprémi alkotó, Nagy Kálmán lett, Választás című filmjével.

### 2012
A 2012-es Pannonfílingen  változott a helyszín az előző évekhez képest, ugyanis a Latinovits-Bujtor Játékszínben tartották a találkozót. A zsűriben csupa ismerős arccal találkozhattak a filmesek, Szajki Péter rendező, forgatókönyvíró és Áfrány Gábor médiaművész nem először vállalta a feladatot, Acsai N. Ferenc újságíró (a 2011-ben második helyezést elért, Anyám könnyű álmot ígér c. film alkotója) pedig sokadik éve visszatérő látogatója minifesztiválunknak. Az első díjat a C.R.A.S.H.-961 című film nyerte (alkotó: Systron Digital Pictures), a második László Gábor Átszálló, a harmadik pedig Cseh Róbert Törzsfejlődés című munkája lett. A közönségnek Kalász József és Szeri Gabriella alkotása, a Gecemáni kert tetszett legjobban, a különdíjat pedig Pap Árpád kapta a FAvorit című kisfilmért.

### 2013
A 2013-as Pannonfíling Mozgóképes Találkozón a zsűrit Vadócz Péter, filmes, Daruka Mihály, filmes, Király Viktor, tanár, esztéta alkotta. Díjazottaink: I. helyezett: Kövi Gergő és Babai István: Átmeneti Szállás, II. helyezett: Szabad Színház: Láthatás, III. helyezett: Bán Balázs: Dice of Life,közönségdíj: Cseh Róbert: Húsevő, különdíj – A legjobb montázs: Szabad Színház: Tetemre hívás.

### 2014
2014-ben tizedszer rendezhettük meg a Pannonfíling Mozgóképes Találkozót, és nagy örömünkre a jubileumi rendezvényre rengeteg néző és filmes jött el. A fesztivál jó hangulatban, kísérőprogramokkal, workshopokkal, sok és jó filmek nézésével, és izgalmas szakmai vitákkal telt el. A jubileumi zsűri tagjai Gecs Mónika (Vekkord Összművészeti Egyesület alelnöke és művészeti koordinátora), Buvári Tamás (rendező, forgatókönyvíró), Kövi Gergő (rendező, forgatókönyvíró, a tavalyi találkozó nyertese) és Réz András (filmesztéta, forgatókönyvíró) voltak. A 10. Pannonfíling győztese Nagy Kálmán "Gubanc" című filmje lett. A második: Bunda Balázs-Varga Máté: Út a boldogsághoz, a harmadik: Szalkai Péter: Symbolica. A közönségnek az Út a boldogsághoz tetszett a legjobban, a Polifilm Műhely különdíját pedig Szelestey Bianka kapta, A visszautasíthatatlan ajánlat c. kisfilmjéért.

### 2015
2015-ben, azaz a 11. Pannonfílingen több újdonság is várta a fesztivál közönségét. Ebben az évben Ugron Réka, Fekete Ludovic: Amit gondolok az egészről című kisfilmje lett a győztes. A második helyezett A toll lett, az Elephant Studiótól, a harmadik pedig Engelmann Péter #Help című alkotása. Különdíjat Karácsony Péter kapott, a Sült kacsáért, a közönségnek a Fekete kecske című film tetszett a legjobban (szintén Karácsony Péter filmje), a vadiúj PannonSzmájli díjat pedig Király Róbert nyerte, A verseny című alkotással.

### 2016
2016-ban a versenyprogram előtt Kis Hajni Diák-Oscar-díjra jelölt kisfilmjét, a Szép alakot láthatta a közönség. A 12. Pannonfíling győztes filmjei a következők lett a szakmai zsűri – Farkas Franciska (színésznő), Buvári Tamás (rendező, forgatókönyvíró), Király Róbert (rendező, a tavalyi különdíjas) – döntése alapján: I. helyezett: Fazekas Gyöngyi – Saudade, II. helyezett: Füzes Dániel – Utolsó esély, III. helyezett: Skovrán Tünde – Csiga biga, Közönségdíj: Cseh Róbert – Váray László és a Colombre Band – Hacacáré, PannonLove: Kocsis Alexandra, Kőszegi Tamás – Vihar, Különdíj: Mészáros T. László – A kórus

### 2017
A 2017-es találkozó
Jelentkezési határidő: 2017. szeptember 24.

### 2020
A 16.  Pannonfílinget – rendhagyó módon – online rendezték meg.